# Erysimum ibericum
Erysimum ibericum là một loài thực vật có hoa trong họ Cải. Loài này được (Adam) DC. mô tả khoa học đầu tiên năm 1821.